# Jewel Akens
Jewel Akens, né le 12 septembre 1933 à Houston au Texas et mort le 1er mars 2013 à Inglewood, en Californie, est un chanteur et producteur musical américain.

## Biographie
Jewel Akens naquit le 12 septembre 1933 à Houston, au Texas. Il se produisit avec The Medallions chez Dootone et avec The Four Dots chez Freedom Records ainsi qu'aux côtés du chanteur Eddie Daniels — avec qui il formait le duo « Jewel et Eddie » — sous le label Silver Records en 1960. Un certain nombre de ses enregistrements mettaient en vedette Eddie Cochran à la guitare. 
Il entama ensuite une carrière en solo et sortit en 1965 la chanson The Birds And The Bees, produite par Era Records. Le single se classa en 3e position du Billboard Hot 100 la même année et no 2 du classement Cash Box. Au Royaume-Uni, le titre se hissa également en 29e position du UK Singles Chart. The Birds And The Bees se vendit à plus d'un million d'exemplaires et reçut un disque d'or. Sa chanson suivante, Georgie Porgie, ne put toutefois faire mieux que 68e.
À partir de 1965, Akens se produisit régulièrement en tournée et, dans la plupart de ses spectacles, rendait hommage à son mentor Sam Cooke. Il fut par ailleurs le leader d'un groupe se faisant passer pour The Coasters, même si aucun membre original de ce groupe n'y figurait. Akens considérait ses reprises de Little Bitty Pretty One de Thurston Harris et de You Better Move On par Arthur Alexander comme ses plus grandes fiertés. Il participa aux tournées du groupe The Monkees à la fin des années 1960 et continua d'être actif dans le secteur de la musique jusqu'au milieu des années 1970. Akens remonta sur la scène entre 2006 et 2011, accompagné d'Al Martin, Hurley D et Richard Dickson.
Le 1er mars 2013, Akens mourut des suites d'une opération du dos, à l'âge de 79 ans. Son épouse, Eddie Mae, lui survit.